# Cagliostro-Walzer
Cagliostro-Walzer, op. 370, är en vals av Johann Strauss den yngre. Den spelades första gången den 16 juni 1875 i Wien.

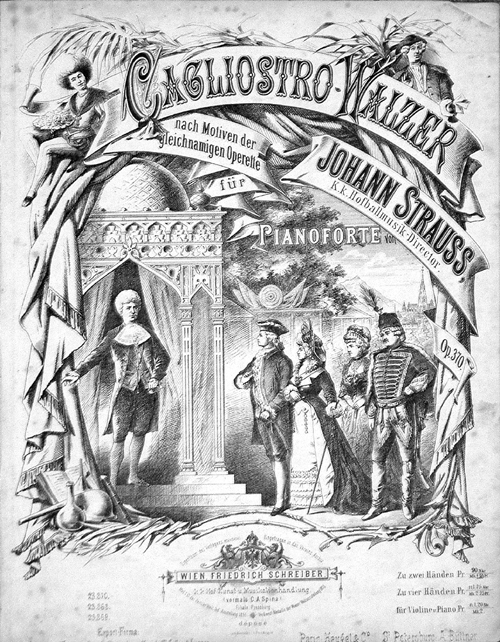
Klaverutdrag till Cagliostro-Walzer.

## Historia
Efter den stora framgången med sin tredje operett Läderlappen fick Johann Strauss rådet från vänner och journalister att nästa gång välja ett ämne som utspelades i hemstaden Wien. Librettisterna Camillo Walzel och Richard Genée utgick från en påstådd händelse som ägde rum i Wien 1783 vid 100-årsfirandet av stadens befrielse från turkarna: den italienske äventyraren och ockultisten Alessandro Cagliostro besökte Wien och duperade hela staden med sina bedrägliga tricks. Men det goda samarbetet mellan text och musik, som hade varit så påtaglig i Läderlappen, saknades nu helt. Premiären av Cagliostro in Wien, som ägde rum på Theater an der Wien den 27 februari 1875, blev visserligen en stor framgång men den framfördes endast 56 gånger. 
Journalisten Ludwig Speidel skrev i Fremden-Blatt den 2 mars 1875: "När det rätta krävs av Johann Strauss kan man spåra hans genidrag". Sådana "genidrag" märks i de sex separata orkesterverk som Strauss arrangerade utifrån musik från operetten då de alla har överlevt operetten och framförs regelbundet. Valsen framfördes av brodern Eduard Strauss och Capelle Strauss vid en konsert den 16 juni 1875 i Trädgårdsföreningens "Blomstersalar".  Valsens huvudtema är hämtat från en duett i operettens akt II: "Könnt ich mit Ihnen fliegen durchs Leben".

## Om valsen
Speltiden är ca 9 minuter och 20 sekunder plus minus några sekunder beroende på dirigentens musikaliska tolkning.
Valsen var ett av sex verk där Strauss återanvände musik från operetten Cagliostro in Wien:
- Cagliostro-Quadrille, Kadrilj, Opus 369
- Cagliostro-Walzer, Vals, Opus 370
- Hoch Österreich!, Marsch, Opus 371
- Bitte schön!, Polka-francaise, Opus 372
- Auf der Jagd, Polka-Schnell, Opus 373
- Licht und Schatten, Polkamazurka, Opus 374

## Weblänkar
- Cagliostro-Walzer i Naxos-utgåvan.